# Percy Courtman
Percy Courtman (né le 14 mai 1888 à Chorlton-cum-Hardy et mort le 2 juin 1917 à Havrincourt) est un nageur britannique médaillé de bronze aux Jeux olympiques de Stockholm en 1912.

## Biographie
Percy Courtman naît le 14 mai 1888 à Chorlton-cum-Hardy dans la banlieue de Manchester, fils de James Courtman et de son épouse. Son père était agent immobilier et agent d'assurances. Il a trois sœurs et deux frères. Percy fait ses études à la William Hulme Grammar School de Manchester de 1898 à 1903. Il nage pour le Old Trafford Swimming Club,.
Le 16 septembre 1907, il remporte son premier titre national (Amateur Swimming Association) sur le 200 yards brasse à Birmingham en 2 min 55 s 4. Dans les sept ans qui suivent, il est cinq fois (1907, 1908, 1909, 1910 et 1913) champion britannique de la distance. Le 12 décembre 1912, il établit les records du monde du 400 mètres brasse en 6 min 14 s 2 et du 500 mètres brasse en 7 min 51 s. Le 28 juillet 1914 à Liverpool, il est le premier nageur à passer sous les trois minutes au 200 mètres brasse en 2 min 56 s 6. Son record du monde n'est battu qu'en 1922,. Il multiplie les courses tout en travaillant dans l'agence immobilière paternelle.
Il représente le Royaume-Uni aux Jeux olympiques de Londres en 1908 et aux Jeux olympiques de Stockholm en 1912.
Au 200 mètres brasse aux Jeux olympiques de 1908, il est éliminé en séries avec un temps de 3 min 18 s 4,. Au 200 m brasse en 1912, il termine au pied du podium en 3 min 8 s 8. Il se hisse à la troisième place du 400 mètres brasse masculin aux Jeux olympiques de 1912 en 6 min 36 s 4,.
Dès l'automne 1914, il est intégré au sein du 6e bataillon territorial du Manchester Regiment composé de jeunes gens issus des bonnes familles de la ville. Percy Courtman passe la première année de la guerre en Grande-Bretagne. Il en profite pour écrire un article consacré à la brasse avec l'autre nageur mancunien Robert Crawshaw.
Le 2 juin 1915, Percy Courtman embarque à Plymouth pour rejoindre son régiment stationné en Égypte puis débarquer avec les renforts à Gallipoli le 18 août 1915. Après la défaite, les troupes sont évacuées en janvier 1916 vers l'Égypte pour être redirigées vers le Sinaï et affronter l'armée ottomane en retraite lors de la bataille de Romani en août 1916,.
Le Manchester Regiment débarque en France en mars 1917 en prévision de la « grande offensive » à venir. Fin mai, le 6e bataillon est positionné dans la forêt d'Havrincourt. Au matin du 2 juin 1917, Percy Courtman est déchiqueté par un obus,.
Il est enterré au cimetière militaire britannique de Neuville-Bourjonval.